# Ngụy Nhiễm
Ngụy Nhiễm (chữ Hán: 魏冉, bính âm: Wèi Rǎn,?-?), hay còn được biết với tước hiệu Nhương hầu (穰侯), là tướng quốc nước Tần thời Chiến Quốc trong lịch sử Trung Quốc.

## Thân thế
Gia đình của Ngụy Nhiễm vốn mang họ Mị (羋), vương thất họ xa của nước Sở, sau lưu lạc đến nước Tần. Người chị khác cha của ông là Mị Bát Tử, được gả làm thiếp của Tần Huệ Văn vương, vua thứ 31 của nước Tần, sinh ra công tử Doanh Tắc. Ngoài ra Ngụy Nhiễm còn có một người anh em khác là Mị Nhung, sau được phong làm Hoa Dương quân. Sử ký chỉ ghi ông là em khác cha của Mị Bát Tử, không nói rõ cha của Nguỵ Nhiễm là ai.

## Giúp cháu đoạt ngôi
Năm 311 TCN, anh rể Ngụy Nhiễm là Tần Huệ Văn vương qua đời, thái tử Đãng (con Huệ Văn vương với chính thê là Huệ Văn hậu) lên nối ngôi, tức Tần Vũ vương. Tần Vũ vương phong cho Ngụy Nhiễm làm Đại phu, tham gia triều chính. Năm 307 TCN, Tần Vũ vương bị đè chết, không có con nối ngôi. Những người con khác của Tần Huệ Văn vương tranh giành ngôi vua. Ngụy Nhiễm vốn có thế lực trong triều, ủng hộ cháu mình là Doanh Tắc. Cùng lúc đó Triệu Vũ Linh vương cũng can thiệp vào nước Tần, hợp sức với Ngụy Nhiễm đưa Doanh Tắc lên ngôi, tức Tần Chiêu Tương vương. Chị ông là Mị Bát Tử được tôn làm Tuyên thái hậu.
Tần Chiêu Tương vương phong Ngụy Nhiễm làm tướng quân, coi giữ kinh đô Hàm Dương. Ông đuổi Tần Vũ vương hậu sang nước Ngụy, còn các công tử con của Tần Huệ Văn vương đa số bị Ngụy Nhiễm giết để trừ hậu hoạn. Tần Chiêu Tương vương lên ngôi còn nhỏ tuổi, việc triều chính do Tuyên Thái hậu quyết đoán. Ngụy Nhiễm thế lực ngày một lớn, uy chấn khắp nước Tần.

## Thừa tướng nước Tần
Năm 300 TCN, Tả thừa tướng nước Tần là Sư Lý Tật qua đời, chức thừa tướng bị bỏ trống. Tần Chiêu Tương vương phong Ngụy Nhiễm làm Thừa tướng. Ngụy Nhiễm muốn giết đại phu là Lã Lễ, Lã Lễ hoảng sợ, trốn sang nước Tề.
Năm 294 TCN, hai nước Triệu, Hàn liên hợp chống Tần. Ngụy Nhiễm sai cử Bạch Khởi, Hướng Thọ đánh Ngụy-Hàn, đánh bại liên quân ở Y Khuyết, chém 24 vạn quân, bắt sống tướng Ngụy là Công tôn Hỉ. Cùng năm đó, Ngụy Nhiễm bị bệnh, xin trả lại tướng ấn, xin phong khách khanh Thọ Chúc làm thừa tướng. Nhưng cũng không lâu sau, Ngụy Nhiễm khỏi bệnh, trở lại làm tướng quốc. Tần Chiêu Tương vương lại phong cho ông ăn lộc ở đất Nhương, gọi là Nhương hầu.
Năm 289 TCN, Ngụy Nhiễm đem quân đánh nước Ngụy, buộc nước Ngụy cắt đất Hà Đông, rồi lại chiếm hết của nước Ngụy 16 thành.
Năm 278 TCN, Ngụy Nhiễm cử Bạch Khởi đánh Sở, chiếm được Dĩnh Đô.
Theo Sử ký, trong thời gian làm thừa tướng, Ngụy Nhiễm được tin dùng, tiền của còn nhiều hơn cả vương thất.
Năm 275 TCN, Ngụy Nhiễm lại cùng Bạch Khởi đánh Ngụy, chiếm Hoa Dương, rồi đánh vào Bắc Trạch, bao vây Đại Lương. Đại phu nước Ngụy là Tu Giả dùng lời lẽ thuyết phục, Ngụy Nhiễm mới lui quân.
Năm 274 TCN, Ngụy An Ly vương bỏ Tần để thân với Tề. Tần Chiêu Tương vương sai Ngụy Nhiễm đánh Ngụy chiếm 4 thành, giết bốn vạn quân Ngụy, chiếm đất Tam Huyền, phong cho Ngụy Nhiễm
Năm 273 TCN, Ngụy cùng nước Triệu hợp binh đánh Hàn, vây Hoa Dương. Ngụy Nhiễm cùng Bạch Khởi, Khách khanh Hồ Dương cứu Hàn, đánh bại Ngụy ở thành Hoa Dương (nay là Trịnh Châu, Hà Nam), giết 13 vạn quân Ngụy, Ngụy An Ly vương phải cầu hòa.

## Mất chức
Năm 271 TCN, Ngụy Nhiễm xin Tần Chiêu Tương vương đánh Tề, chiếm ấp Đào. Cùng lúc đó, người nước Ngụy là Phạm Thư bị tội phải giả danh Trương Lộc sang Tần, được Tần Chiêu Tương vương trọng dụng. Phạm Thư lại tâu với vua rằng Tuyên Thái hậu chuyên quyền đã lâu, Nhương hầu thì lại uy danh khắp chư hầu, còn Kinh Dương quân và Cao Lăng quân thì giàu hơn cả vương thất, e sẽ có ngày gây họa. Tần Chiêu Tương vương lo sợ, bèn bãi chức của Ngụy Nhiễm, bắt phải lui về ấp phong. Lúc Nhương hầu rời kinh đô đem theo hơn 1000 chiếc xe của cải. Vua Tần phong Phạm Thư làm thừa tướng.
Sau không rõ Ngụy Nhiễm mất năm nào. Sau khi Ngụy Nhiễm mất, nước Tần thu lại ấp phong của ông.

## Đánh giá
Tư Mã Thiên đánh giá cao Ngụy Nhiễm và ca ngợi ông trong Sử ký: "Nước Tần có thể mở rộng về phía đông, làm suy yếu chư hầu, xưng đế thiên hạ và khiến liệt quốc quay mặt về hướng Tây xưng thần, đây là công lao của Nhương hầu".